# Port of London Authority

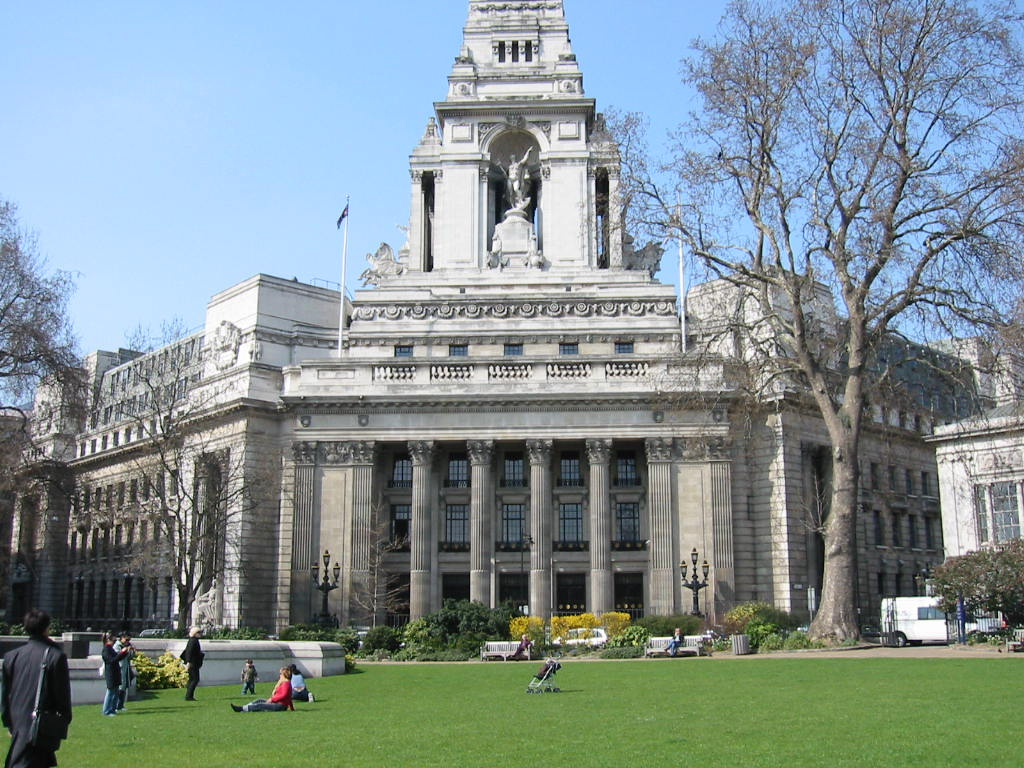
Ex sede della Port of London Authority

La Port of London Authority (PLA) è un trust pubblico autofinanziato istituito il 31 marzo 1909 in conformità con il Port of London Act 1908 per governare il porto di Londra. La sua responsabilità si estende sulla Tideway del Tamigi e sulla sua continuazione (stretto del Kent/ Essex). Mantiene e supervisiona la navigazione e protegge l'ambiente fluviale.
Il PLA originariamente gestiva tutti i sistemi portuali chiusi sul fiume (eccetto il Regent's Canal Dock), ma questi sono stati a lungo chiusi al traffico commerciale, ad eccezione del porto di Tilbury, che è stato privatizzato nel 1992. Ha ereditato le forze di polizia private delle compagnie che in precedenza avevano gestito le banchine, riorganizzandole in un'unica Port of London Authority Police.

## Finanziamento
Il PLA non riceve finanziamenti dal governo ed è interamente autofinanziato. I ricavi derivano da oneri di conservazione su navi e merci, oneri di pilotaggio, diritti portuali annuali, servizi idrografici, diritti di concessione di opere fluviali e oneri per altri servizi.

## Limiti

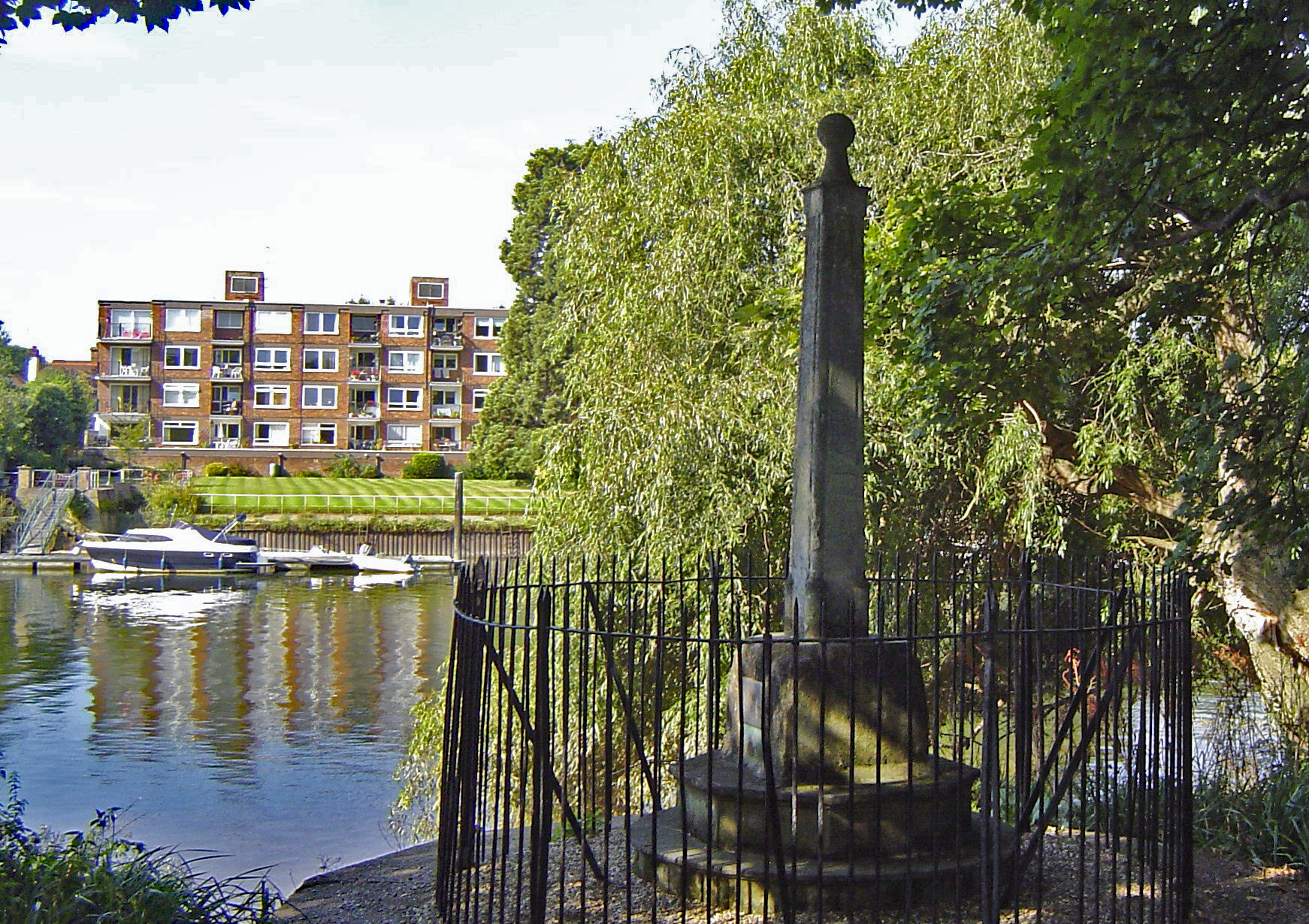
Indicatore di confine PLA di fronte a Teddington

La responsabilità del PLA si estende da un punto segnato da un obelisco appena a valle di Teddington Lock (il limite a monte del fiume di marea) fino alla fine dello stretto Kent/Essex del Mare del Nord (tra Margate a sud e Gunfleet Lighthouse, vicino a Frinton-on-Sea, a nord,) per un totale di circa 150 km. Il PLA non copre il Medway o lo Swale.
Dalla City di Londra, attraverso la Thames Conservancy, il PLA ereditò la tutela, la gestione e il controllo del fiume invece della proprietà del letto del fiume e della battigia (alla Corona era proibito alienare le sue terre dalla sezione 5 del Crown Lands Act 1702, si presumeva che la Corona fosse proprietaria del letto del Tamigi e "come conservatori" alla City di Londra era proibito possedere qualsiasi parte dello stesso letto del fiume) da Teddington alla Yantlet Line (tra Southend e Isle of Grain).
Per gran parte del XX secolo il PLA possedeva e gestiva molti dei moli del porto, ma ora sono stati tutti chiusi o privatizzati. Oggi il PLA funge principalmente da autorità di gestione del tratto di marea del Tamigi, garantendo una navigazione sicura e il benessere del porto e delle sue attività. Responsabilità comparabili per il fiume compreso, e a monte di Teddington Lock ricadono sull'Agenzia per l'ambiente.
Il PLA oggi ha una serie di doveri statutari, tra cui il controllo del traffico fluviale, la sicurezza della navigazione (compreso il pilotaggio, le boe, i fari, le luci dei ponti e le indagini sui canali), la conservazione (compreso il dragaggio e la manutenzione di alcune sponde del fiume), incoraggiando sia il commercio che usi del tempo libero del fiume, e la protezione del suo ambiente. Il PLA è responsabile del funzionamento di Richmond Lock, ma non della Thames Barrier che è gestita dall'Agenzia per l'ambiente nel suo ruolo di gestione delle inondazioni.

## Capitanerie di porto
Il team di sicurezza della navigazione del PLA è guidato da un Capo Capitaneria di porto che ha la responsabilità generale di definire e far rispettare i regolamenti necessari per supportare e gestire la sicurezza della navigazione entro i limiti del PLA. Data l'ampia lunghezza del fiume coperta dal PLA, la gestione quotidiana del fiume è supervisionata da un team di capitani di porto che coprono l'intero fiume tra Teddington Lock e l'estuario esterno.

## Centri

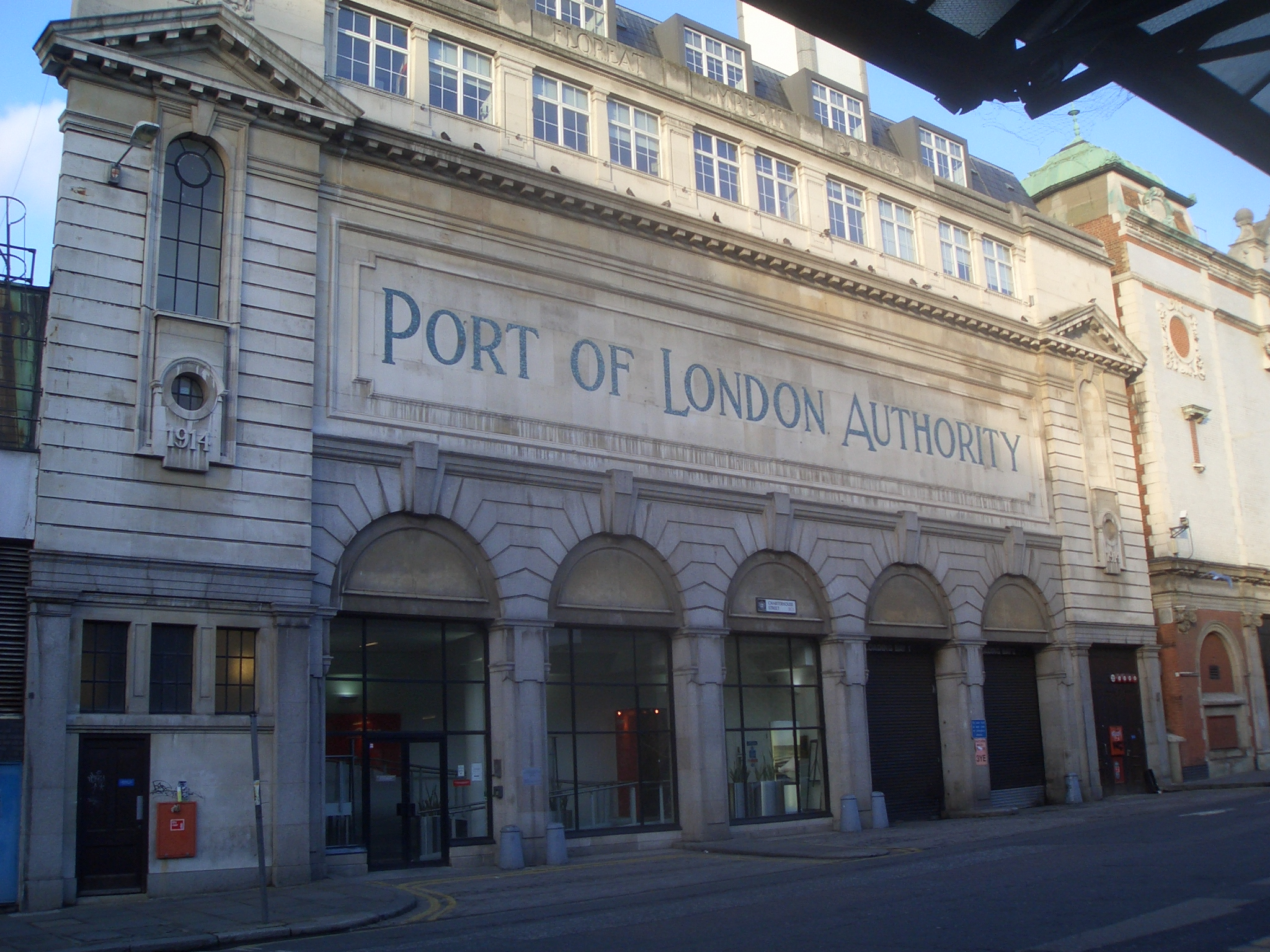
Ex magazzino frigorifero PLA, Charterhouse Street, Smithfield

Il PLA originariamente aveva il suo quartier generale a Tower Hill nella City di Londra, ma oggi ha sede presso la London River House e il Royal Terrace Pier a Gravesend. Mantiene una presenza nella città negli uffici di Pinnacle House a St. Dunstan's Hill, dove hanno sede il presidente e l'amministratore delegato.
Il controllo del traffico navale sul Tamigi all'interno del porto è orchestrato da due centri di controllo:
- Il centro di navigazione della barriera del Tamigi a Woolwich, per raggiungere il monte di Erith, Grande Londra, e
- Port Control Gravesend (la struttura principale) per i tratti a valle di Erith.

Entrambi i centri di controllo portuale gestiscono lo stesso sistema per il coordinamento del traffico all'interno dell'area del PLA, Vessel Traffic Services (VTS). Il sistema coinvolge 16 stazioni radar lungo il fiume e nell'estuario.
Il PLA possiede Denton Wharf e Jetty a Gravesend, che è la base principale per la sua flotta di oltre 40 imbarcazioni. Fornisce anche servizi di sollevamento e manutenzione per altri utenti del Tamigi. Il PLA possiede Barrier Gardens Pier e Unity House, vicino alla Thames Barrier, fornendo una comoda base per le sue navi Driftwood. Ci sono anche due stazioni pilota ad Harwich e Ramsgate, oltre l'estuario e il porto di Londra. Da queste stazioni partono e ritornano i piloti delle grandi navi in entrata e in uscita dal porto.
Il PLA impiega circa 360 persone.

## Proprietà dei moli
Il PLA possiede tre moli sul Tamigi. Questi sono disponibili per altri utenti del fiume e per le navi del PLA.
- Molo di Barrier Gardens e Unity House, Woolwich
- Royal Terrace Pier e pontile, Gravesend
- Denton Wharf and Jetty, Gravesend

## Imbarcazioni

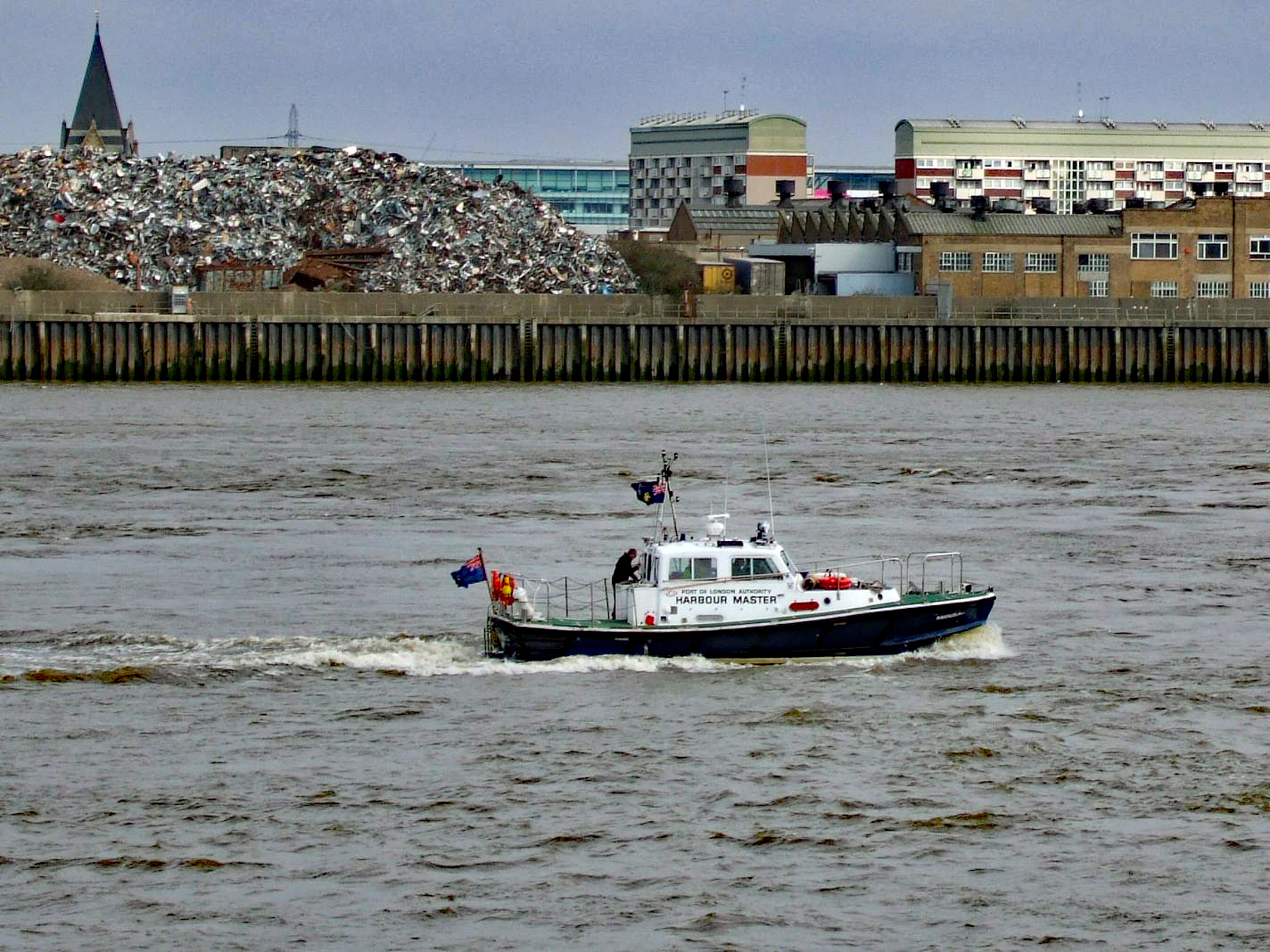
Un'imbarcazione della capitaneria di porto PLA a Woolwich

Il PLA ha quattro navi per il rilevamento del canale, otto lance per pattugliamenti portuali e fluviali e altre venti imbarcazioni. Cinque nuove navi pattuglia sono state costruite da Alnmaritec nel Northumberland e consegnate nel 2009.

### Navi del servizio portuale
- Chelsea e Richmond. Catamarani progettati per il lavoro in acque basse nei tratti superiori dell'area portuale.
- Lambeth, Kew, Southwark e Barnes. Catamarani progettati per le acque di bassa marea e per l'uso come pilota cutter.
- Easthaven e Crane due gommoni, uno nell'ex sede presso Holehaven e il secondo a Richmond.

### Navi del servizio marittimo

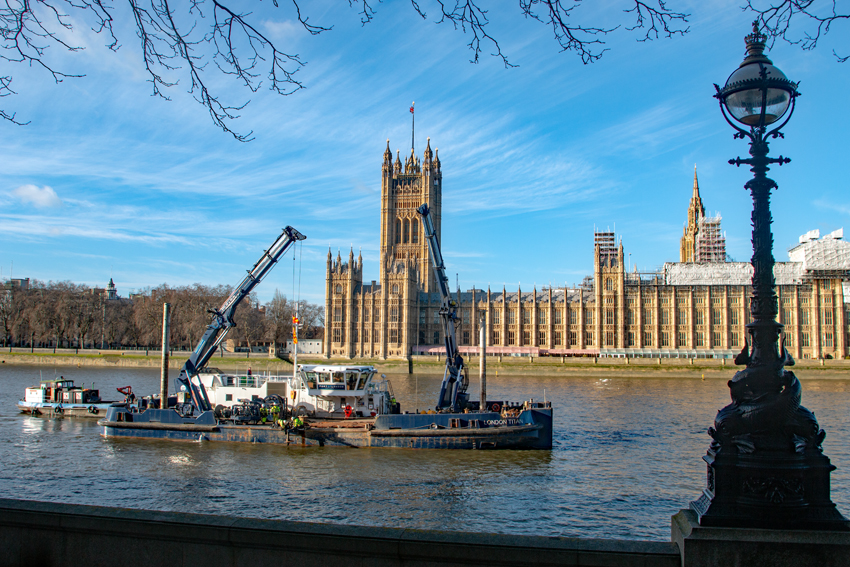
London Titan in azione di fronte alle Houses of Parliament

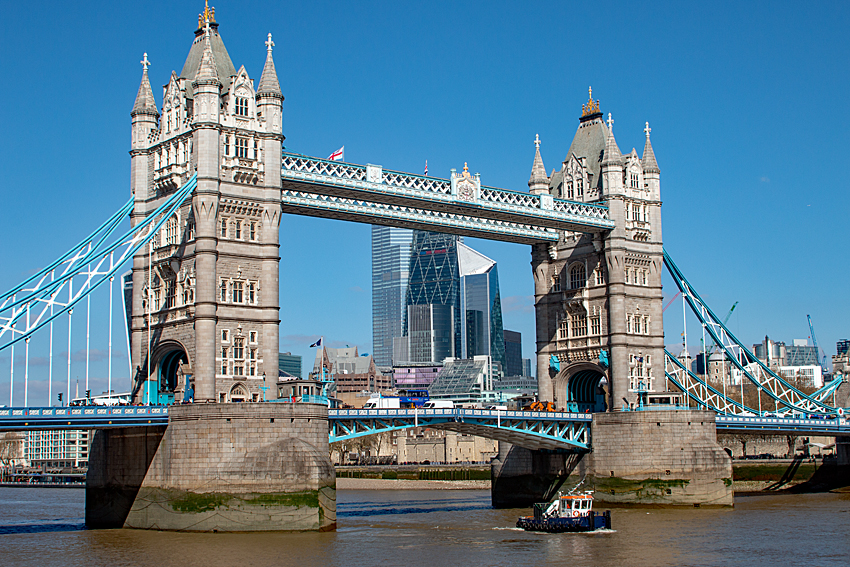
Impulse che passa sotto il Tower Bridge

- London Titan. Nave per manutenzione
- Driftwood II e Driftwood III. Progettate principalmente per la rimozione di legni e altri detriti dal fiume. Attrezzate anche per operazioni di salvataggio. Normalmente accompagnate da un veloce tender.
- PLA Diver. Nave di supporto per immersioni.
- Impulse. Rimorchiatore a spinta per la movimentazione di chiatte. Attrezzato anche per lavori di salvataggio e sgombero.
- Recover e Respond. Navi per la rimozione del petrolio sull'acqua.
- Gunfleet. RIB a ponte scoperto.
- Benfleet utilizzata per scopi di trasferimento dell'equipaggio.

### Navi per rilievi idrografici
- Maplin, Thame, Yantlet e Galloper. Vari catamarani dotati di avanzate apparecchiature di rilevamento idrografico. C'è anche un RIB per l'uso in acque molto basse.

### Imbarcazione dei piloti
- Patrol. Ex. Estuary Services, nave costruita da Halmatic, basata sul design della scialuppa di salvataggio della classe Arun. Con sede a Gravesend.
- Guide. Ex. Estuary Services, nave, 48/50', costruita da Halmatic. Con sede a Gravesend.
- Leader. Barca ibrida diesel ed elettrica a batteria di Goodchild Marine, consegnata nel 2019. Con sede a Gravesend.
- Ci sono sei cutter con sede a Ramsgate e Sheerness gestiti da Estuary Services Ltd, una società di proprietà congiunta di PLA e Medway Ports Ltd.[10]

## Linee ferroviarie

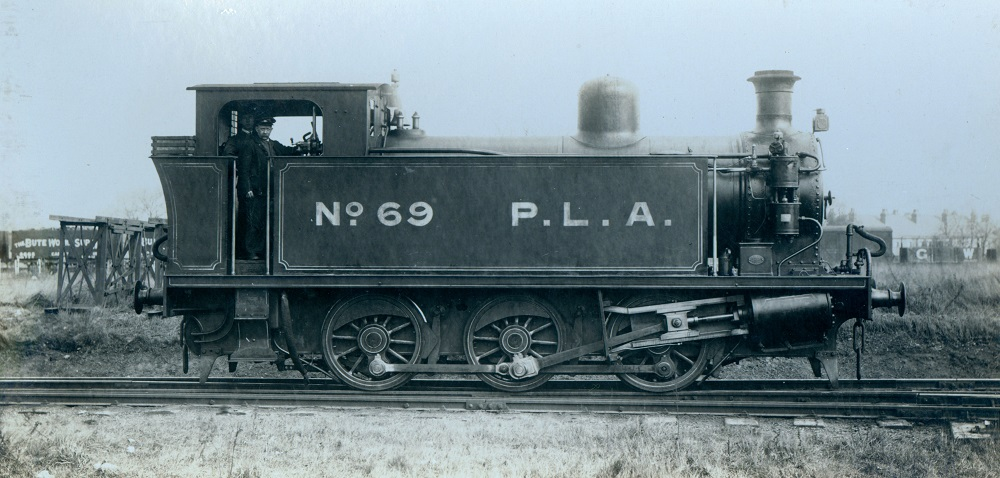
PLA 69, Hawthorn Leslie 0-6-0T

Il PLA ha ereditato un vasto sistema ferroviario dalle precedenti compagnie portuali. Ciò includeva i capannoni dei motori (situati a Millwall, Tilbury e Custom House), le luci di segnalazione e passaggi a livello. I compiti principali intrapresi dalle locomotive dell'autorità erano lo smistamento dei vari binari di raccordo, cantieri (che fornivano collegamenti al sistema della linea principale), moli e fabbriche intorno alla tenuta del PLA.
Il PLA gestiva una flotta di locomotive a vapore 0-6-0T e 0-6-0ST realizzate da vari produttori tra cui Hudswell Clark, Robert Stephenson, Andrew Barclay, Hunslet e Manning Wardle. Le locomotive a vapore furono in gran parte ritirate nel 1959, anche se alcune rimasero fino al 1963. I diesel che le sostituirono furono costruiti dalla Yorkshire Engine Company ma con il traffico in calo il sistema ferroviario chiuse il 1 maggio 1970.

## Tradizioni
Il Lord Mayor di Londra, il capo dignitario della City of London, è ex officio l'Ammiraglio del Porto di Londra.

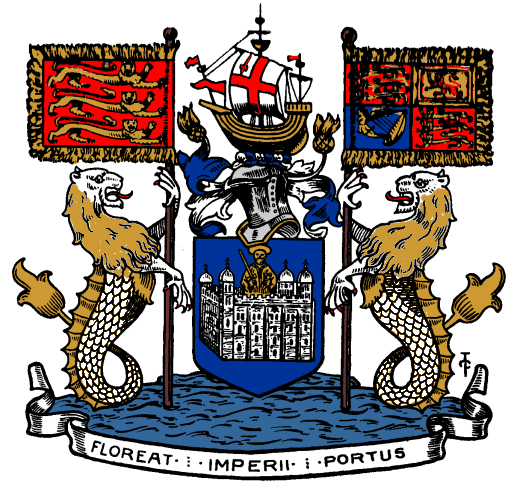
Stemma della Port of London Authority, concesso nel 1909

Il PLA utilizza un'insegna blu con un sigillo araldico d'oro su tutte le sue navi. Ha anche una bandiera della casa e gagliardetti ad uso del presidente e del vicepresidente del suo consiglio di amministrazione.
Lo stemma del PLA è stato concesso nell'agosto 1909.
Il motto latino è "Floreat Imperii Portvs", che significa "Che il porto dell'Impero fiorisca".